# Arengosse
Arengosse (gaskonsko Arangòssa) je naselje in občina v francoskem departmaju Landes regije Akvitanije. Naselje je leta 2009 imelo 708 prebivalcev.

## Geografija
Kraj leži v pokrajini Gaskonji ob reki Bès Darengosse, 28 km severozahodno od Mont-de-Marsana.

## Uprava
Občina Arengosse skupaj s sosednjimi občinami Arjuzanx, Garrosse, Lesperon, Morcenx, Onesse-et-Laharie, Ousse-Suzan, Sindères in Ygos-Saint-Saturnin sestavlja kanton Morcenx s sedežem v Morcenxu. Kanton je sestavni del okrožja Mont-de-Marsan.

## Zanimivosti
- cerkev Notre-Dame-et-Sainte-Catherine d'Arengosse,
- Château de Castillon, dvorec iz 17. do 19. stoletja, zgrajen v slogu Ludvika XIII.

## Promet
- železniška postaja Gare d'Arengosse ob progi Morcenx - Bagnères-de-Bigorre;